# Ist das Ihr Fahrrad, Mr. O’Brien?
Ist das Ihr Fahrrad Mr. O’Brien? ist ein biographisches Hörspiel des deutschen Schriftstellers Albrecht Behmel über den irischen Autor Flann O’Brien.

## Inhalt
Brian O’Nolan, wie O’Brien bürgerlich hieß, nutzte vielfältige Pseudonyme für seine Romane. In dem Hörspiel begegnen diese fiktiven Personen den Charakteren aus O’Nolans Romanen und führen dialogisch durch das Werk, wobei sie der Biographie des Schriftstellers ungefähr folgen – von dessen Zeit als Student in Dublin und Köln, über seine Tätigkeit als Ministerialbeamter in Irland, seiner Arbeitslosigkeit während der Zwischenkriegszeit und im irischen Bürgerkrieg und dem schließlich eintretenden literarischen Erfolg.
Leitmotivisch zieht sich ein Gedicht O’Nolans durch das Hörspiel.

„’’Wenn alles nur schiefgeht, egal, was man macht,
und gar nichts zu klappen mehr scheint,
wenns Leben so schwarz wie die Stunde der Nacht,
IST EIN PORTER DEIN EINZIGER FREUND.’’“

Erwähnung finden die für O’Nolans Werk bzw. Leben maßgeblichen Einflüsse Marcel Proust, Oscar Wilde, Graham Greene, James Joyce, Fionn mac Cumhaill, Homer, Jonathan Swift, George Bernard Shaw, die Marx Brothers, Brendan Behan, Éamon de Valera, Karl Kraus und Erwin Schrödinger.
Surreale Gesprächssituationen entstehen zu wissenschaftlichen und theologischen Themen wie der ersten Ursache, Ewigkeit, Atomphysik, Fahrrädern und Buchhandhabung, aber auch zu den Funktionsweisen und gesellschaftlichen Auswirkungen der modernen Hochschulbildung.

## Genre und Stilmittel
Das Hörspiel trägt den programmatischen Untertitel „Eine Hörspiel-Collage aus der Welt der Wissenschaft und des Suffs“ und ist ein Hybrid aus Biographie, literarischer Werkschau und literaturgeschichtlicher Satire und Hochschulsatire. Komische Effekte entstehen durch den wiederkehrenden Einsatz von O-Ton (Sturz in den Wassergraben, Ohrfeigen, Gerätschaften), Musikeinlagen und dialogischen Parallelkonstruktionen der verschiedenen Erzählstimmen.

## Besetzung und Regie
- Erzähler: Hüseyin Cirpici
- Flann O’Brien: Martin Engler
- Sprecher 1: Udo Thies
- Sprecher 2: Ernst August Schepmann
- Das einfache irische Volk: Peter Penewsky
- Regie: Nikolai von Koslowski

## Produktionsdaten
- Produktion: Saarländischer Rundfunk, 2003
- Spieldauer: 52 Minuten
- Erstsendung: 21. September 2003, 15.04 Uhr

## Auszeichnungen
- Hörspiel des Monats, September 2003

„Albrecht Behmels Collage zu Leben und Werk des irischen Dichters Flann O’Brien besticht durch die Herz erfrischende Art des Erzählens – wobei die weit verbreiteten Klischees über Irlands Bewohner (Melancholie und heftiger Alkoholkonsum) ironisch gebrochen und derart respektlos aufpoliert werden, dass ein funkelndes, fesselndes Hör-Erlebnis entsteht. Dabei gelingt es durchaus, neben seinem umwerfenden Witz auch die Tragik Flann O'Briens deutlich zu machen – ohne jede Vordergründigkeit.“

- Nominierung für den Publikums-Preis Hörspiel Award, 2003[2]

## Literarische Vorlagen
- In Schwimmen-Zwei-Vögel. Übersetzt von Harry Rowohlt und Helmut Mennicken. Haffmans, Zürich 1989, ISBN 3-251-20071-2.
- Der dritte Polizist. Übersetzt von Harry Rowohlt. Suhrkamp, Frankfurt am Main 1975, ISBN 3-518-01446-3.
- Das Barmen. Übersetzt von Harry Rowohlt, Suhrkamp, Frankfurt am Main 1977, ISBN 3-518-01529-X (auch als Irischer Lebenslauf).
- Aus Dalkeys Archiven. Übersetzt von Harry Rowohlt. Suhrkamp, Frankfurt am Main 1982, ISBN 3-518-01623-7.

## Weiterführende Literatur
- Cronin, Anthony. No Laughing Matter: The Life and Times of Flann O’Brien, 1989.
- Levinson, Julie, “Adaptation, Metafiction, Self-Creation,” Genre: Forms of Discourse and Culture. Spring 2007, vol. 40: 1.